# جميل بن إبراهيم الحجيلان
جميل إبراهيم الحجيلان دبلوماسي ووزير سعودي، ولد في بريدة 1929، وتولّى مناصب عديدة من أبرزها عمله وزيراً للإعلام، ثم وزيراً للصحة، وكذلك توليه منصب الأمين العام لمجلس التعاون الخليجي في الفترة ما بين عامي 1996 و2002.

## النشأة والتعليم
- ولد جميل الحجيلان في دير الزور شمال شرق سوريا، لأُسرة استوطنت تلك المدينة من بين أُسر العقيلات التي هاجرت من نجد إلى بلاد الشام، وكان والده الشيخ إبراهيم الحجيلان من أبرز تجار العقيلات، وحينما بلغ جميل العاشرة من عمره وأراد والده استخراج بطاقة تعريفية له من القنصلية السعودية في دمشق كتب في السجلات الرسمية أنه من مواليد بريدة، رغبة منه في أن تبقى مدينة بريدة، مسقط رأس العائلة، حية في ذاكرة الابن.[2]
- في السادسة من عمره بعثت به والدته إلى مدرسة لتعليم القرآن الكريم، ثم درس المرحلة الابتدائية في مدرسة عبدالرحمن الغافقي، ثم التحق بالمدرسة الإعدادية، وكان أبرز معلميها الشيخ علي الطنطاوي، الذي علّم جميل اللغة والأدب.[2]
- في سبتمبر 1944م غادر جميل الحجيلان مدينة دير الزور إلى دمشق ومنها إلى القاهرة لاستكمال التعليم الثانوي والجامعي.[2]
- في عام 1946م حصل جميل على شهادة الثانوية العامة من قسم اللغة الفرنسية.[2]
- خريج كلية الحقوق من جامعة فؤاد الأول (جامعة القاهرة حالياً) عام 1950.

## العمل والمناصب
- التحق بوزارة الخارجية حيث عمل في السلك الدبلوماسي في سفارة المملكة العربية السعودية لدى طهران على وظيفة سكرتير ثالث في وقت السفير حمزة غوث، ولعل زيارة الملك سعود بن عبد العزيز الشهيرة إلى طهران، صيف 1955م، هي الحدث الأهم في تاريخ العلاقات السعودية الإيرانية في الفترة التي قضاها جميل الحجيلان في سفارة بلاده هناك.
- ثم انتقل بعدها للعمل في السفارة بكراتشي عاصمة باكستان آنذاك.[3]
- في عام 1952م زار وزير الخارجية الإسباني مدينة جدة على رأس وفد رسمي يتجه للرياض للقاء الملك عبد العزيز آل سعود، وقد قام جميل الحجيلان بمهام الترجمة بين وزير الخارجية الإسباني وبين يوسف ياسين، رئيس الشعبة السياسية والمستشار في الديوان الملكي.[2] وقد طلب منه يوسف ياسين السفر إلى الرياض في اليوم التالي 20 أبريل 1952م، والترجمة بين الملك عبدالعزيز والوزير الإسباني في اللقاء الذي جرى في قصر المربع.[2]
- 1961: عين مديراً عاماً للإذاعة والصحافة والنشر بمرتبة وكيل وزارة خلفاً للأديب المستشار عبدالله بلخير.[4]
- 1961: بعد ثمانية أشهر من تعيينه مديراً عاماً للإذاعة عُين سفيراً للمملكة العربية السعودية في دولة الكويت، وهو أول سعودي يعين سفيراً في الكويت فور حصولها على الاستقلال.[3]
- 1963 – 1970: عين وزيراً للإعلام، وهو أول سعودي يعين وزيراً للإعلام في تاريخ المملكة العربية السعودية، وفي عهده أقيمت شبكة الإذاعة والتلفزيون، وصدر نظام المؤسسات الصحفية. وفي عهده الإعلامي، الذي أدرك فيه عامًا ونصف العام من عهد الملك سعود، و6 أعوام من عهد الملك فيصل، دُشّنت إذاعة الرياض.[3]
- 1970: عين وزيراً للصحة، وقد أسند له الملك فيصل بن عبد العزيز مسؤولية هذه الوزارة في فترة وجوده وزيراً للإعلام، ثم تفرغ لوزارة الصحة 1974.
- عين سفيراً لدى ألمانيا الاتحادية من 18 سبتمبر 1973، وحتى 29 يوليو 1976.
- 1976: عين سفيراً في فرنسا في عهد الملك خالد بن عبد العزيز آل سعود، وأمضى في هذا المنصب ما يقارب 20 عاماً.
- 1996 - 2002: عين أميناً عاماً لمجلس دول التعاون الخليجي.

## عائلته
- متزوج وله 3 أولاد وابنة واحدة.

## التكريم
- حصل على وسام الكويت ذو الرصيعة من الطبقة الممتازة 2002.
- منح لقب «الشخصية الإعلامية» من جائزة المنتدى السعودي للإعلام عام 2019م.[5]
- كُرم من كلية الإعلام والاتصال في جامعة الإمام محمد بن سعود الإسلامية في نوفمبر 2023م.[6]

## إصدارات
1. الدولة والثورة:[7] صدر عن الدار السعودية للنشر 1967.[3]
2. جميل الحجيلان: مسيرة في عهد سبعة ملوك.[8]